# Aerva leucura
Aerva leucura är en amarantväxtart som beskrevs av Horace Bénédict Alfred Moquin-Tandon. Aerva leucura ingår i släktet Aerva och familjen amarantväxter. Utöver nominatformen finns också underarten A. l. lanatoides.